# Língua dhimal
Dhimal é uma língua  Sino-tibetana do Nepal falada por cerca de 20.000 pessoas, havendo alguns poucos falantes na China. Existem um dialeto oriental e um ocidental, que são separados pelo Rio Kankai no distrito de Jhapa, [Zona Mechi.. A maioria das pessoas transcreve Dhimal em Devanágari e existem convenções padrão para distinções fonológicas extras.

## Geografia
O Dhimal é falado nas seguintes áreas do Nepal:
- Zona Mechi]]: Distrito de Jhapa (24 aldeias)
- Zona Koshi]]: Distrito de Morang e Distrito de Sunsari]] (51 aldeias)

Os dialetos oriental e ocidental são separados pelo rio Kankai no distrito de Jhapa.

## Escrita
A língua Dhimal usa a escrita Devanagari

## Fonologia

### Vogais
Dhimal tem 16 fonemas vocálicos primários, distinguidos por extensão e nasalidade, e seis ditongos.
| i/i:/ĩ |        |        |        | u/u:/ũ |
|        | e/e:/ẽ | ə      | o/o:/õ |        |
|        |        | a/a:/ɑ̃ |        |        |

| iu |    |       |    | ui |
|    | eu |       | oi |    |
|    |    | au/ai |    |    |

### Consoantes
Dhimal tem 31 consoantes, incluindo uma distinção de quatro vias entre sonoros e surdos, aspirados  e não aspirados.
|              |              | Labial | Labial | Dental | Dental | Palatal | Palatal | Velar | Velar | Glotal | Glotal |
| ------------ | ------------ | ------ | ------ | ------ | ------ | ------- | ------- | ----- | ----- | ------ | ------ |
| Nasal        | Nasal        | m      | mʱ     | n      | nʱ     |         |         | ŋ     |       |        |        |
| Oclusiva     | sonora       | b      | bʱ     | d      | dʱ     | ɟ       | ɟʱ      | g     | gʱ    |        |        |
| Oclusiva     | surda        | p      | pʰ     | t      | tʰ     | c       |         | k     | kʰ    | ʔ      |        |
| Fricativa    | Fricativa    |        |        | s      |        |         |         |       |       | h      |        |
| Approximante | Approximante | w      | wʱ     | l      | lʱ     |         |         |       |       |        |        |
| Rótica       | Rótica       |        |        | r      | rʱ     |         |         |       |       |        |        |

## Gramática
O gênero é marcado morfologicamente, mas apenas com partes do corpo de seres humanos e em substantivos animados. Os animais podem ser marcados por gênero com itens lexicais distintos. Os substantivos não são marcados para número, exceto para os pronomes pessoais.
Para pronomes pessoais, singular e plural não são marcados, e apenas o número dual é marcado ou distinto.

## Vocabulário
A seguinte lista de palavras do vocabulário básico Dhimal (dialeto ocidental) é de Regmi (2014: 92-98).

- dziu 'corpo'
- puriŋ 'cabeça'
- pusuŋ 'cabelo'
- rʰai 'cara'
- misjã 'olho'
- nʰatoŋ 'orelha'
- nʰapu 'nariz'
- nui 'boca'
- tasiŋ 'dentes'
- detoŋ 'língua'
- dudu 'peito'
- hamu 'barriga'
- kʰur 'braço / mão'
- giru 'cotovelo'
- kʰur 'palm'
- aŋguli 'dedo'
- kʰursiŋ 'unha'
- kʰokoi 'perna'
- dʰale 'skin'
- hara 'osso'
- tumsiŋ 'coração'
- hiti 'sangue'
- soʔ 'urina'
- lisi 'fezes'
- dera 'aldeia'
- uma 'casa'
- tsale 'telhado'
- pʰinu 'porta'
- misiŋ 'lenha'
- pʰesar 'vassoura'
- siləuṭo 'argamassa'
- lohoro 'pilão'
- hətəura 'martelo'
- tsəkku 'faca'
- dupʰe 'machado'
- diham 'corda'
- sute 'tópico'
- bindu 'agulha'
- lokʰon 'pano'
- aũTʰi 'anel'
- são 'sol'
- tali 'lua'
- akas 'céu'
- pʰuru 'estrela'
- barsa 'chuva'
- tsi 'água'
- dzʰora 'rio'
- badle 'nuvem'
- tsilkatsilka 'relâmpago'
- dʰeŋgur 'arco-íris'
- bʰerma 'vento'
- antʰui 'pedra'
- dama 'caminho'
- balʰe 'areia'
- me 'fogo'
- dʰwã 'fumaça'
- buʔsuri 'ash'
- bʰonoi 'lama'
- dʰula 'pó'
- sona 'ouro'
- siŋ 'árvore'
- lʰaba 'folha'
- dzari 'root'
- tsui 'espinho'
- lʰe 'flor'
- pʰəlpʰul 'fruta'
- torse 'manga'
- jumpʰi 'banana'
- gom 'trigo (descascado)'
- dzəu 'cevada'
- uŋkʰu 'arroz (descascado)'
- bilaiti 'batata'
- beŋgana 'berinjela'
- bədəm 'amendoim'
- martsi 'chili'
- juŋgʰai 'turmeric'
- mantsʰar 'alho'
- taŋgo 'cebola'
- kobʰi 'couve-flor'
- golbʰanda 'tomate'
- bəndakobʰi 'repolho'
- tsuiti 'óleo'
- dese 'sal'
- biha 'carne'
- sau 'gordura (de carne)'
- haja 'peixe'
- kitsan 'frango'
- tui 'ovo'
- gai 'vaca'
- dija 'búfalo'
- dudʰe 'leite'
- ḍaŋ 'chifres'
- meṭʰoŋ 'cauda'
- meʔa 'cabra'
- kʰija 'cachorro'
- puhjã 'cobra'
- nʰojã 'macaco'
- dzahã 'mosquito'
- nʰamui 'formiga'
- makra 'aranha'
- meu nome'
- djaŋ 'homem'
- bebal 'mulher'
- dzamal 'criança'
- aba 'pai'
- amai 'mãe'
- dada 'irmão mais velho'
- um 'irmão mais novo'
- bai 'irmã mais velha'
- uma 'irmã mais nova'
- tsan 'filho'
- tsamdi 'filha'
- ke 'marido'
- ser 'esposa'
- wadzan 'menino'
- bedzan 'garota'
- din 'dia'
- belahoi 'noite'
- rʰima 'manhã'
- nitima 'meio-dia'
- dilima 'noite'
- andzi 'ontem'
- nani 'hoje'
- dzumni 'amanhã'
- atʰar 'semana'
- maina 'mês'
- basar 'ano'
- purna 'velho'
- nawa 'novo'
- remka 'bom'
- maremka 'ruim'
- tsuŋka 'molhado'
- seŋka 'seco'
- rʰiŋka 'long'
- poṭoka 'curto'
- dʰaŋka 'quente'
- tirka 'frio'
- dahine 'certo'
- debre 'esquerda'
- bʰerpa 'perto de'
- dure 'longe'
- barka 'grande'
- atuŋka 'pequeno'
- lʰika 'pesado'
- homka 'luz'
- ruta 'acima'
- leta 'abaixo'
- dze: ka 'branco'
- da: ka 'preto'
- i: ka 'vermelho'
- eʔ 'um'
- nʰe 'dois'
- soma 'três'
- dja 'quatro'
- na 'cinco'
- tu 'seis'
- nʰi 'sete'
- yeʔ 'oito'
- kwa 'nove'
- te 'dez'
- egʰarə 'onze'
- barʰə 'doze'
- eʔkuri 'vinte'
- eʔ sae 'cem'
- hasu 'quem'
- hai 'o que'
- hiso 'onde'
- helau 'quando'
- hetʰe 'quantos'
- hidoi 'qual'
- idoi 'isto'
- odoi 'aquele'
- ebalai 'estes'
- obalai 'aqueles'
- waŋ / odoŋ 'mesmo'
- bʰenaŋ 'diferente'
- preciso 'inteiro'
- bʰoika 'quebrado'
- atuisa 'poucos'
- hiŋtsʰa 'muitos'
- dzʰaraŋ 'todos'
- tsali 'comer'
- ciʔli 'morder'
- mʰituli 'estar com fome'
- amli 'para beber'
- tsi amli kiʔli 'estar com sede'
- dzimli 'dormir'
- ulṭili 'mentir'
- jomli 'sentar'
- pili 'para dar'
- oʔpali 'para queimar'
- sili 'morrer'
- seʔli 'para matar'
- uraili 'para voar'
- teli 'andar'
- dʰaʔli 'para executar / executar'
- haneli 'para ir / ir'
- loli 'por vir'
- nuidʰuili 'falar / falar'
- hiŋli 'para ouvir / ouvir / ouvir'
- kʰaŋli 'para olhar / olhar'
- ka 'eu'
- na 'você (informal)'
- na 'você (formal)'
- wa 'ele'
- foi ele'
- kelai 'nós (inclusivo)'
- kelai 'nós (exclusivo)'
- nelai 'você (plural)'
- obalai 'eles'

## Amostra de texto
हिदिबुङ खामालाइ प्रतिस्ठा आरो आधिकारको आधारता जोलोमसोङ स्वतन्त्र र बराबर हिखे। ओबालाइ बुद्धि बिबेक चुम्तेङ लोका हिखे र ताइताइमिता दाइओन ताइ खामालको बेभार पालि गोइखे।
IPA
hidibuŋ kʰaːmaːlaːi pɾatistʰaː aːɾo aːdʰikaːɾko aːdʰaːɾtaː dʑolomsoŋ swətantɾa ɾə baɾaːβaɾ hixe. oːbaːlaːi buddʰi biβek tɕumteŋ lokaː hixe ɾə taːitaːimitaː daːuonə taːi kʰaːmaːlko beβaːɾə paːli ɡoixe.
Transliteração
Hidibung khāmālāi pratisthā āro ādhikārko ādhārtā jolomsong swatantra ra barābar hikhe. Obālāi buddhi bibek cumteng lokā hikhe ra tāitāimitā dāuona tāi khāmālko bebhāra pāli ɡoikhe.
Português
Todos os seres humanos nascem livres e iguais em dignidade e direitos. Eles são dotados de razão e consciência e devem agir uns com os outros com espírito de fraternidade. (Artigo 1 da Declaração Universal dos Direitos Humanos)